# Lepidodexia blakeae
Lepidodexia blakeae är en tvåvingeart som beskrevs av Carroll William Dodge 1955. Lepidodexia blakeae ingår i släktet Lepidodexia och familjen köttflugor. Inga underarter finns listade i Catalogue of Life.